# Dichocrocis attemptalis
Dichocrocis attemptalis là một loài bướm đêm trong họ Crambidae.